# The Kingston Trio

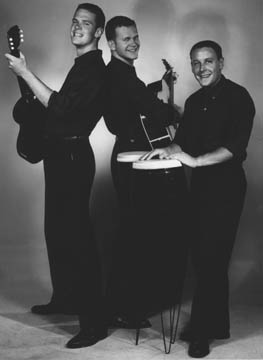
The Kingston Trio in der Originalbesetzung 1957: Dave Guard, Bob Shane und Nick Reynolds

The Kingston Trio ist eine amerikanische Musikgruppe. Sie war in den späten 1950er und den 1960er Jahren sehr beliebt und war entscheidend am Revival des Folk beteiligt.

## Werdegang
Das Trio spielte ab 1957 in Palo Alto, Kalifornien, mit den Mitgliedern Bob Shane, Nick Reynolds und Dave Guard. Sie waren vom Sound der „Weavers“ beeinflusst. Der erste Hit des Kingston Trios war eine Version des Folksongs Tom Dooley, wofür es 1959 eine Goldene Schallplatte erhielt. Sieben Alben der Band erhielten bis 1964 eine Gold-Auszeichnung. Die Musik der Gruppe war unkompliziert und harmonisch. Noch im Jahre 2004 sang das Original-Mitglied Bob Shane zusammen mit George Grove und Bobby Haworth.
Das Kingston-Trio spielt Musik aus verschiedensten Bereichen, darunter Folk (unter anderem Songs von Woody Guthrie, Pete Seeger oder Bob Dylan), Country, Gospel und Musik mit lateinamerikanischen Einflüssen. Nicht wenige Lieder der Gruppe sind direkt oder indirekt politische Songs, die sowohl links-liberale, als auch eine patriotisch-US-amerikanische Einstellung offenbaren.

## Mitglieder
- Dave Guard (* 19. Oktober 1934 in Honolulu; † 22. März 1991 in Rollinsford, New Hampshire), beim Kingston Trio von 1957 bis 1961.
- Bob Shane (* 1. Februar 1934 in Hilo, Hawaii; † 26. Januar 2020 in Phoenix, Arizona), beim Kingston Trio von 1957 bis 2004.
- Nick Reynolds (* 27. Juli 1933 in Coronado, Kalifornien; † 1. Oktober 2008 in San Diego, Kalifornien), beim Kingston Trio von 1957 bis 1967 und von 1988 bis 1999.
- John Stewart (* 5. September 1939 in San Diego, Kalifornien; † 19. Januar 2008 ebenda), beim Kingston Trio von 1961 bis 1967.
- George „Pat“ Horine (* 6. April 1945 in Lexington, Kentucky; † 4. August 2004 ebenda), beim Kingston Trio von 1969 bis 1972.
- Jim Connor (* 12. Juni 1938 in Gadsen, Atlanta), beim Kingston Trio von 1968 bis 1972.
- Roger Gambill (* 28. Juni 1942; † 20. März 1985), beim Kingston Trio von 1973 bis 1985.
- Bill Zorn (* 18. Mai 1948 in Bridgeport, Connecticut), beim Kingston Trio von 1973 bis 1976.
- George Grove (* 9. Oktober 1947 in Hickory, North Carolina), beim Kingston Trio seit 1976.
- Bob Haworth (* 9. Oktober 1946 in Spokane, Washington), beim Kingston Trio von 1985 bis 1988 und seit 1999.

## Diskografie

### Alben (Auswahl)
| Jahr | Titel Musiklabel                                    | Höchstplatzierung, Gesamtwochen, AuszeichnungChartsChartplatzierungen (Jahr, Titel, Musiklabel, Platzierungen, Wochen, Auszeichnungen, Anmerkungen) | Anmerkungen                                        |
| Jahr | Titel Musiklabel                                    | US | Anmerkungen                                        |
| ---- | --------------------------------------------------- | --- | -------------------------------------------------- |
| 1958 | Kingston Trio Capitol T-996                         | US1 Gold · (195 Wo.)US |                                                    |
| 1958 | From The "Hungry i" Capitol T-1107                  | US2 Gold · (175 Wo.)US |                                                    |
| 1959 | The Kingston Trio At Large Capitol T-1199           | US1 Gold · (118 Wo.)US |                                                    |
| 1959 | Here We Go Again Capitol T-1258                     | US1 Gold · (120 Wo.)US |                                                    |
| 1960 | Sold Out Capitol T-1352                             | US1 Gold · (73 Wo.)US |                                                    |
| 1960 | String Along Capitol T-1407                         | US1 Gold · (60 Wo.)US |                                                    |
| 1960 | Stereo Concert Capitol ST-1183                      | US15 (13 Wo.)US | Erstveröffentlichung: 1959 Charteinstieg erst 1960 |
| 1960 | The Last Month Of The Year Capitol T-1446           | US11 (2 Wo.)US |                                                    |
| 1961 | Make Way Capitol T-1474                             | US2 (39 Wo.)US |                                                    |
| 1961 | Goin’ Places Capitol T-1564                         | US3 (40 Wo.)US |                                                    |
| 1961 | Close-up Capitol T-1642                             | US3 (46 Wo.)US |                                                    |
| 1962 | College Concert Capitol T-1658                      | US3 (51 Wo.)US |                                                    |
| 1962 | Something Special Capitol T-1747                    | US7 (36 Wo.)US |                                                    |
| 1962 | The Best Of The Kingston Trio Capitol T-1705        | US7 Gold · (105 Wo.)US |                                                    |
| 1962 | New Frontier Capitol T-1809                         | US16 (36 Wo.)US |                                                    |
| 1963 | Sunny Side! Capitol T-1935                          | US7 (25 Wo.)US |                                                    |
| 1963 | The Kingston Trio #16 Capitol T-1871                | US4 (29 Wo.)US |                                                    |
| 1964 | Time To Think Capitol T-2011                        | US18 (21 Wo.)US |                                                    |
| 1964 | Back In Town Capitol T-2081                         | US22 (20 Wo.)US |                                                    |
| 1965 | Sing A Song with The Kingston Trio Capitol KAO-2005 | US69 (14 Wo.)US |                                                    |
| 1965 | The Kingston Trio (Nick-Bob-John) Decca DL-4613     | US53 (13 Wo.)US |                                                    |
| 1965 | Stay Awhile Decca DL-4656                           | US126 (10 Wo.)US |                                                    |
| 1969 | Once Upon A Time Tetragrammaton TD-5101             | US163 (6 Wo.)US |                                                    |

Weitere Alben
- 1966: Somethin’ Else
- 1966: Children Of The Morning
- 1968: Good News

### Singles
| Jahr | Titel Album                       | Höchstplatzierung, Gesamtwochen, AuszeichnungChartplatzierungen (Jahr, Titel, Album, Platzierungen, Wochen, Auszeichnungen, Anmerkungen) | Höchstplatzierung, Gesamtwochen, AuszeichnungChartplatzierungen (Jahr, Titel, Album, Platzierungen, Wochen, Auszeichnungen, Anmerkungen) | Höchstplatzierung, Gesamtwochen, AuszeichnungChartplatzierungen (Jahr, Titel, Album, Platzierungen, Wochen, Auszeichnungen, Anmerkungen) | Anmerkungen                   |
| Jahr | Titel Album                       | DE | UK | US | Anmerkungen                   |
| ---- | --------------------------------- | --- | --- | --- | ----------------------------- |
| 1958 | Tom Dooley –                      | DE1 (20 Wo.)DE | UK5 (14 Wo.)UK | US1 Gold · (21 Wo.)US |                               |
| 1958 | Scotch and Soda –                 | — | — | US81 (7 Wo.)US | Charteinstieg in US erst 1962 |
| 1959 | Raspberries, Strawberries –       | — | — | US70 (8 Wo.)US |                               |
| 1959 | The Tijuana Jail –                | — | — | US12 (13 Wo.)US |                               |
| 1959 | M.T.A. –                          | — | — | US15 (11 Wo.)US |                               |
| 1959 | A Worried Man –                   | — | — | US20 (11 Wo.)US |                               |
| 1959 | San Miguel –                      | — | UK29 (1 Wo.)UK | — |                               |
| 1959 | Coocoo-U –                        | — | — | US98 (1 Wo.)US |                               |
| 1960 | El Matador –                      | — | — | US32 (11 Wo.)US |                               |
| 1960 | Bad Man Blunder –                 | — | — | US37 (10 Wo.)US |                               |
| 1960 | Everglades –                      | — | — | US60 (5 Wo.)US |                               |
| 1962 | Where Have All The Flowers Gone – | — | — | US21 (14 Wo.)US |                               |
| 1962 | Jane, Jane, Jane –                | — | — | US93 (1 Wo.)US |                               |
| 1962 | One More Town –                   | — | — | US97 (2 Wo.)US |                               |
| 1963 | Greenback Dollar –                | — | — | US21 (11 Wo.)US |                               |
| 1963 | Reverend Mr. Black –              | — | — | US8 (11 Wo.)US |                               |
| 1963 | Desert Pete –                     | — | — | US33 (8 Wo.)US |                               |
| 1963 | Ally Ally Oxen Free –             | — | — | US61 (7 Wo.)US |                               |

Weitere Singles
- 1958: Sloop John B
- 1959: Across the Wide Missouri (Oh Shenandoah)
- 1959: They Call the Wind Maria
- 1959: Scarlet Ribbons
- 1961: It Was a Very Good Year
- 1961: Lemon Tree
- 1961: Reuben James
- 1961: Seasons in the Sun
- 1961: This Land Is Your Land
- 1962: 500 Miles
- 1962: Ballad of the Shape of Things
- 1962: Long Black Veil
- 1963: Blowin’ in the Wind
- 1964: Let’s Get Together
- 1973: The World Needs a Melody